# Quebrada de Pinto
Quebrada de Pinto es pueblo y distrito de la Comuna Paihuano, en el Valle del Elqui. Se encuentra entre Paihuano y Montegrande, a kilómetros de Pisco Elqui

## Historia
Esta zona, al igual que todo el Valle de Elqui, estuvo poblada por nativos de la cultura tanto diaguita del período clásico como de la época de la dominación inca. 
Durante la Conquista de Chile, estas tierras fueron propiedad del conquistador español Don Francisco de Aguirre, hasta que su tataranieto Fernando de Aguirre, en el año 1700, vendió gran parte de las tierras a Miguel Pinto de Escobar y Blanco, quien no alcanzó a ver en vida todos sus terrenos en plena producción. Sin embargo, su hijo, Miguel Nicolás Pinto de Escobar y de las Cuevas, Capitán de Caballería y alcalde de la Santa Hermandad de La Serena, fue quien hizo efectivo el cambio socioeconómico del Valle de Elqui con la producción de numerosas haciendas y fundos, entre ellas, una hacienda de considerables proporciones llamada "San Buenaventura de Montegrande", origen del pueblo de Montegrande.
Tanto Francisco de Aguirre como Miguel Nicolás Pinto de Escobar son considerados los pioneros de la industria vitivinícola del Valle de Elqui.
Históricamente se cree que la casa patronal de Miguel Nicolás Pinto de Escobar y su descendencia de quince hijos se encontraba en lo que es hoy la Quebrada de Pinto; de ahí la denominación del pueblo.
- Datos: Q6094299